# Endocrossis
Endocrossis és un gènere d'arnes de la família Crambidae.

## Taxonomia
- Endocrossis caldusalis (Walker, 1859)
- Endocrossis flavibasalis (Moore, 1867)
- Endocrossis kenricki Swinhoe, 1916
- Endocrossis quinquemaculalis Sauber in Semper, 1899

## Espècies antigues
- Endocrossis fulviterminalis (Hampson, 1898)